# 云曙芬
云曙芬（1924年1月—2016年3月3日），曾用名云瑞麟，女，蒙古族，内蒙古土默特左旗人，中华人民共和国政治人物，曾任内蒙古自治区妇女联合会主任，内蒙古自治区政协副主席。

## 家族
父亲云润，堂叔乌兰夫。丈夫寒峰，曾任内蒙古自治区区委常委，纪委书记。